# Campionato sudamericano maschile under 20 di calcio 2009
Il Campionato sudamericano di calcio Under-20 2009, 24ª edizione della competizione organizzata dalla CONMEBOL e riservata a giocatori Under-20, è giocato in Venezuela tra il 19 gennaio e l'8 febbraio 2009. Le quattro migliori classificate si qualificano per il Campionato mondiale di calcio Under-20 2009.
Vincitore, con un turno di anticipo rispetto alla fine del torneo, è stato il Brasile, classificatosi davanti al Paraguay medaglia d'argento e l'Uruguay, bronzo. Le tre medagliate ed il Venezuela si qualificano per la FIFA U-20 World Cup.

## Partecipanti
Partecipano al torneo le rappresentative delle 10 associazioni nazionali affiliate alla Confederación sudamericana de Fútbol:
| - Argentina under 20 - Bolivia under 20 - Brasile under 20 - Cile under 20 - Colombia under 20 |  | - Ecuador under 20 - Paraguay under 20 - Perù under 20 - Uruguay under 20 - Venezuela under 20 |

## Città e Stadi
La Federación Venezolana de Fútbol scelse tre sedi per ospitare le gare del torneo:
| Città          | Stadio                                  | Posti  |
| -------------- | --------------------------------------- | ------ |
| Maturín        | Estadio Monumental de Maturín           | 52.000 |
| Puerto Ordaz   | Estadio Polideportivo Cachamay          | 41.600 |
| Puerto La Cruz | Estadio General José Antonio Anzoátegui | 40.000 |

## Arbitri
Rappresentanti di ogni confederazione hanno arbitrato le gare del torneo.
- Saúl Laverni (arbitro) - Gustavo Esquivel (assistente).
- Joaquín Antequera (arbitro) - Jorge Calderón (assistente).
- Sálvio Fagundes (arbitro) - Alessandro Rocha (assistente).
- Enrique Osses (arbitro) - Julio Díaz (assistente).
- Wilmar Roldán (arbitro) - Wilson Berrío (assistente).
- Carlos Vera (arbitro) - Luis Alvarado (assistente).
- Antonio Arias (arbitro) - Nicolás Yegros (assistente).
- Georges Buckley (arbitro) - César Escano (assistente).
- Líber Prudente (arbitro) - Carlos Pastorino (assistente).
- Juan Ernesto Soto (arbitro) - Jorge Urrego e Luis Sánchez (assistenti).

## Formato

### Fase a gironi
Le 10 squadre partecipanti alla prima fase sono divise in due gruppi da cinque ciascuno e si affrontano in un girone all'italiana con gare di sola andata. Passano al secondo turno le prime tre classificate in ogni gruppo.
In caso di arrivo a pari punti in classifica, la posizione si determina seguendo in ordine:
- Differenza reti;
- Numero di gol realizzati;
- Risultato dello scontro diretto;
- Sorteggio.

## Fase a gironi
Tutti gli orari sono UTC-4:30
Legenda
|  | Qualificata alla fase successiva |

### Gruppo A
| Squadra            | P.ti | G | V | P | S | GF | GS | DR |
| ------------------ | ---- | - | - | - | - | -- | -- | -- |
| Venezuela under 20 | 6    | 4 | 1 | 3 | 0 | 5  | 3  | +2 |
| Argentina under 20 | 6    | 4 | 1 | 3 | 0 | 7  | 6  | +1 |
| Colombia under 20  | 6    | 4 | 1 | 3 | 0 | 4  | 3  | +1 |
| Ecuador under 20   | 6    | 4 | 1 | 3 | 0 | 4  | 3  | +1 |
| Perù under 20      | 0    | 4 | 0 | 0 | 4 | 3  | 8  | -5 |

| Arbitro: | Líber Prudente |

|                   |           |                    |
| Barros 27’ (rig.) | Marcatori | 3’ Rojas 21’ Rojas |

| Arbitro: | Enrique Osses |

|           |           |            |
| Rondon 2’ | Marcatori | 23’ Salvio |

| Arbitro: | Joaquín Antequera |

|            |           |  |
| Cuesta 34’ | Marcatori |  |

| Maturín 21 gennaio 2009, ore 20:40 | Ecuador       | 0 – 0 referto | Venezuela | Estadio Monumental de Maturín (10.000 spett.)\| Arbitro: \| Antonio Arias \| |
| Arbitro:                           | Antonio Arias |               |           |                                                                              |

| Maturín 23 gennaio 2009, ore 18:00 | Ecuador         | 0 – 0 referto | Colombia | Estadio Monumental de Maturín\| Arbitro: \| Sálvio Fagundes \| |
| Arbitro:                           | Sálvio Fagundes |               |          |                                                                |

| Arbitro: | Líber Prudente |

|                          |           |             |
| Cristaldo 25’ Salvio 76’ | Marcatori | 3’ Trujillo |

| Arbitro: | Antonio Arias |

|               |           |                          |
| Pérez 1’, 22’ | Marcatori | 34’ Velázquez 52’ Salvio |

| Arbitro: | Joaquín Antequera |

|            |           |                                           |
| Barros 82’ | Marcatori | 21’ Peña 51’ Camacho 86’ (rig.) Del Valle |

| Arbitro: | Sálvio Fagundes |

|                      |           |                        |
| Gaitán 32’ Bella 78’ | Marcatori | 39’ Pinto 77’ Anangonó |

| Arbitro: | Enrique Osses |

|            |           |                    |
| Rondón 41’ | Marcatori | 63’ (rig.) Nazarit |

### Gruppo B
| Squadra           | P.ti | G | V | P | S | GF | GS | DR |
| ----------------- | ---- | - | - | - | - | -- | -- | -- |
| Uruguay under 20  | 12   | 4 | 4 | 0 | 0 | 12 | 6  | +6 |
| Paraguay under 20 | 7    | 4 | 2 | 1 | 1 | 10 | 7  | +3 |
| Brasile under 20  | 7    | 4 | 2 | 1 | 1 | 7  | 5  | +2 |
| Cile under 20     | 3    | 4 | 1 | 0 | 3 | 5  | 7  | -2 |
| Bolivia under 20  | 0    | 4 | 0 | 0 | 4 | 2  | 11 | -9 |

| Arbitro: | Juan Soto |

|  |           |                         |
|  | Marcatori | 52’ Lodeiro 89’ Lodeiro |

| Arbitro: | Saúl Laverni |

|           |           |           |
| Walter 7’ | Marcatori | 78’ Pérez |

| Arbitro: | Wilmar Roldán |

|                               |           |                               |
| Viudez 1’ Peña 41’ García 70’ | Marcatori | 6’ Aránguiz 9’ (rig.) Sagredo |

| Arbitro: | Georges Buckley |

|                      |           |             |
| Walter 35’ Tales 52’ | Marcatori | 24’ Castedo |

| Arbitro: | Carlos Vera |

|                     |           |  |
| Gómez 80’ Gómez 85’ | Marcatori |  |

| Arbitro: | Saúl Laverni |

|                             |           |                                                      |
| Ramírez 21’ Santander 90+2’ | Marcatori | 51’ Cabrera 53’ García 77’ Lodeiro 79’ Urretaviscaya |

| Arbitro: | Juan Soto |

|           |           |                                              |
| Tudor 23’ | Marcatori | 8’ Cristaldo 21’ 74’ 84’ Ramirez 90+1’ Ortiz |

| Arbitro: | Wilmar Roldán |

|  |           |                          |
|  | Marcatori | 10’ Dentinho 77’ Maylson |

| Arbitro: | Georges Buckely |

|                             |           |          |
| Santander 56’ Santander 58’ | Marcatori | 6’ Gómez |

| Arbitro: | Carlos Vera |

|                                         |           |                                   |
| Córdoba 22’ Hernández 69’ Hernández 85’ | Marcatori | 34’ Douglas Costa 64’ Alan Kardec |

## Fase finale
| Squadra            | P.ti | G | V | P | S | GF | GS | DR |
| ------------------ | ---- | - | - | - | - | -- | -- | -- |
| Brasile under 20   | 12   | 5 | 4 | 0 | 1 | 10 | 4  | +6 |
| Paraguay under 20  | 8    | 5 | 2 | 2 | 1 | 8  | 5  | +3 |
| Uruguay under 20   | 7    | 4 | 2 | 1 | 1 | 8  | 7  | +1 |
| Venezuela under 20 | 7    | 5 | 2 | 1 | 2 | 6  | 9  | -3 |
| Colombia under 20  | 6    | 5 | 2 | 0 | 3 | 6  | 7  | -1 |
| Argentina under 20 | 2    | 5 | 0 | 2 | 3 | 3  | 7  | -4 |

| Arbitro: | Wilmar Roldán |

|               |           |           |
| Cristaldo 47’ | Marcatori | 60’ Perez |

| Arbitro: | Enrique Osses |

|                         |           |                                         |
| Silva 39’ Hernández 93’ | Marcatori | 19’ Walter 30’ Walter 77’ Douglas Costa |

| Arbitro: | Saúl Laverni |

|                                    |           |            |
| del Valle 35’ (rig.) Fernández 60’ | Marcatori | 13’ Blanco |

| Arbitro: | Líber Prudente |

|                                                |           |          |
| Alan Kardec 65’ (rig.) · Giuliano 86’ · Patric | Marcatori | Zuculini |

| Arbitro: | Sálvio Fagundes |

|                                |           |           |
| Aguirregaray 57’ Charquero 77’ | Marcatori | 9’ Pertúz |

| Arbitro: | Carlos Vera |

|                                    |           |  |
| Santander 6’ Pérez 67’ Ramírez 85’ | Marcatori |  |

| Arbitro: | Georges Buckley |

|                               |           |           |
| Pertúz 3’ Cárdenas 22’ (rig.) | Marcatori | 54’ Pérez |

| Arbitro: | Carlos Vera |

|                         |           |                                 |
| Salvio 84’ · Gaitán 54’ | Marcatori | 71’ Urretaviscaya 75’ Hernández |

| Arbitro: | Antonio Arias |

|  |           |                                     |
|  | Marcatori | 34’ Maylson 46’ Giuliano 57’ Sandro |

| Arbitro: | Carlos Vera |

|                   |           |                              |
| Pertúz 73’ (rig.) | Marcatori | 30’ Walter 34’ Douglas Costa |

| Arbitro: | Joaquín Antequera |

|                                 |           |                                           |
| Urretavizcaya 13’ Hernández 73’ | Marcatori | 15’ Paniagua · 33’ Paniagua · 90’ Ramírez |

| Arbitro: | Georges Buckley |

|                            |           |                             |
| Rondón 80’ · Fernández 91’ | Marcatori | 91’ Fernández · 93’ Benítez |

| Arbitro: | Joaquín Antequera |

|  |           |           |
|  | Marcatori | 65’ Chará |

| Arbitro: | Georges Buckley |

|                                          |           |            |
| Velázquez 16’ Peña 54’ (aut.) Acosta 69’ | Marcatori | 44’ García |

| Arbitro: | Sálvio Fagundes |

|           |           |  |
| Pérez 55’ | Marcatori |  |

## Classifica marcatori
5 gol
- Walter Henrique da Silva
- Hernán Pérez
- Robin Ramírez
- Abel Hernández

4 gol
- Eduardo Salvio
- Federico Santander

3 gol
- Mauricio Gómez
- Nicolás Lodeiro
- Hernán Pertúz
- Douglas Costa
- Santiago García
- Jonathan Urretaviscaya
- José Rondón

2 gol
- Jonathan Cristaldo
- Alan Kardec
- Giuliano
- Maylson
- Marco Pérez
- Joao Rojas
- Aldo Paniagua
- Juan Barros
- Yonathan del Valle

1 gol
- Cristian Gaitán
- Iván Bella
- Marcelo Benítez
- Leandro Velásquez

1 gol
- Jehanamed Castedo
- Nicolás Tudor
- Tales
- Dentinho
- Sandro
- Elkin Blanco
- Sherman Cárdenas
- Ricardo Chará
- Yamith Cuesta
- Cristian Nazarit
- Charles Aránguiz
- Boris Sagredo
- Jefferson Pinto
- Juan Carlos Anangonó

- Gustavo Cristaldo
- Celso Ortiz
- Luis Trujillo
- Jonathan Charquero
- Matías Aguirregaray
- Tabaré Viudez
- Alejandro Peña
- Leandro Cabrera
- Maximiliano Córdoba
- Marcelo Silva
- Rafael Acosta
- Ángelo Peña
- Pablo Camacho
- Carlos Enrique Fernández
- José Velázquez